# Kurt Schumacher (Bildhauer)

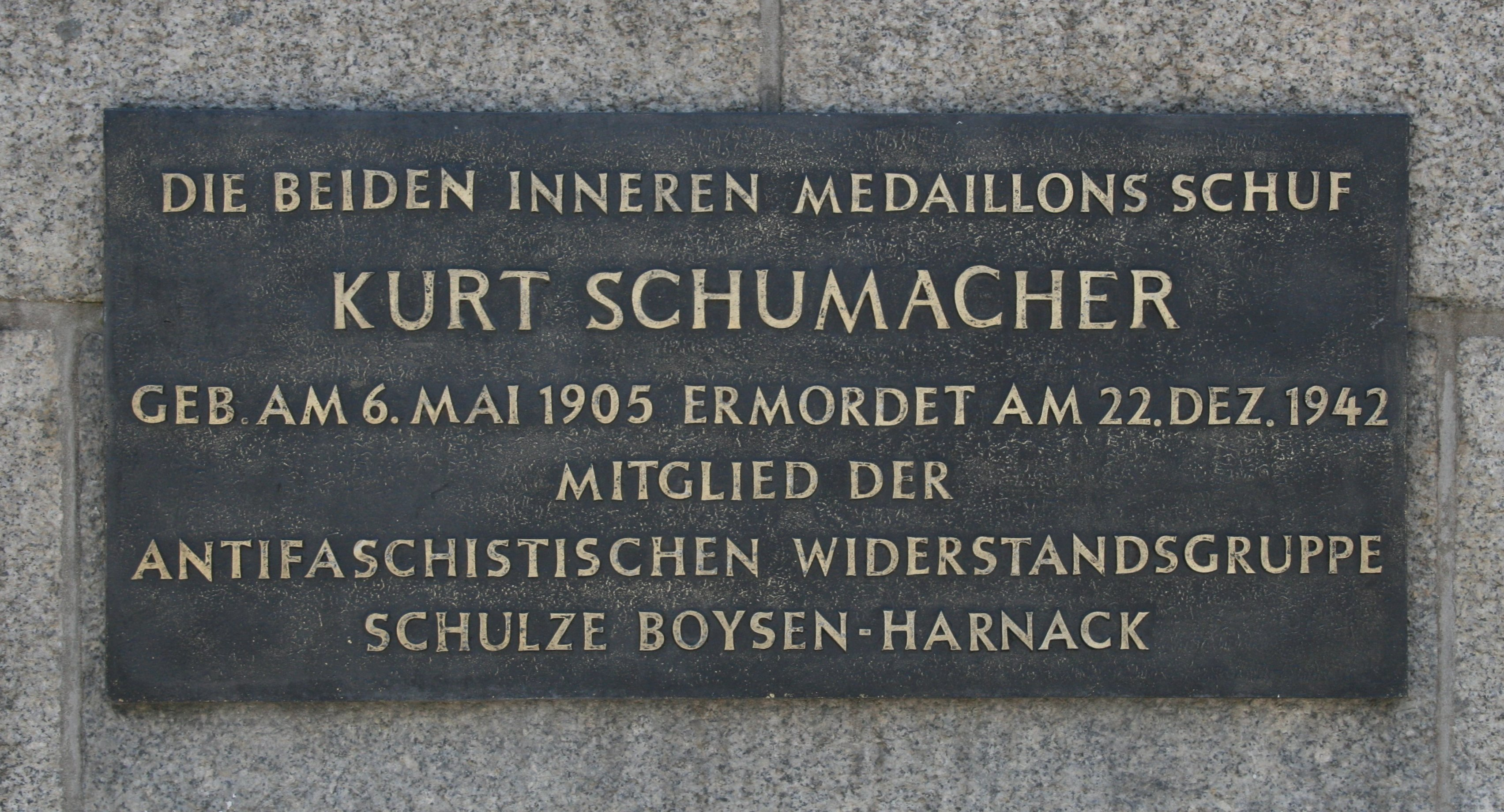
Gedenktafel für Kurt Schumacher an der Berliner Schleusenbrücke

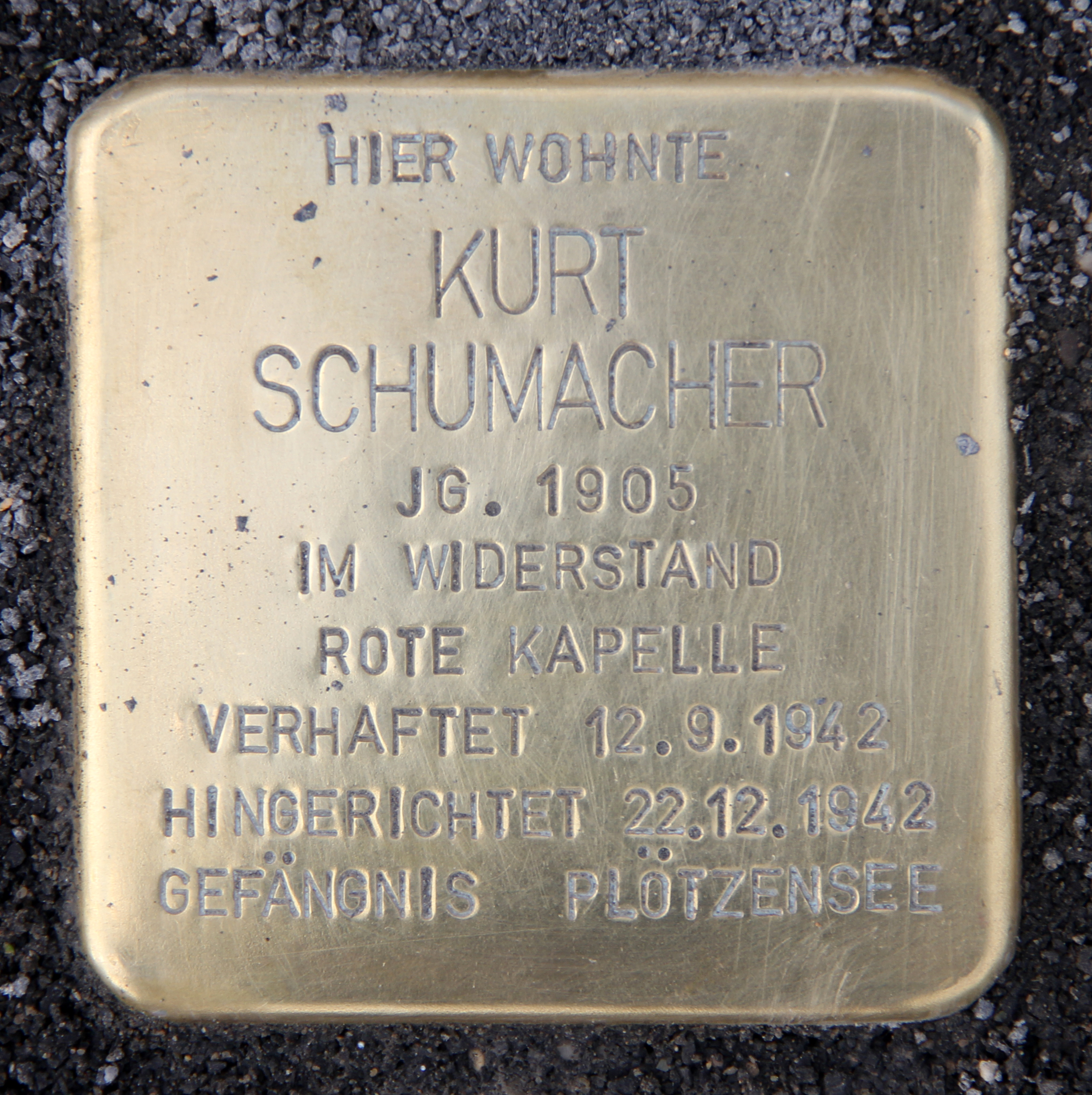
Stolperstein, Werner-Voß-Damm 42, in Berlin-Tempelhof

Kurt Schumacher (* 6. Mai 1905 in Stuttgart; † 22. Dezember 1942 in Berlin-Plötzensee) war Bildhauer, Medailleur und kommunistischer Widerstandskämpfer. Er war mit der Malerin und Grafikerin Elisabeth geb. Hohenemser verheiratet und beide gehörten zur Roten Kapelle.

## Leben
Kurt Schumacher zog als 14-Jähriger nach Berlin und begann eine Lehre bei einem Holzschnitzer. Er machte währenddessen bis 1922 eine Ausbildung als Holzbildhauer bei Alfred Böttcher in Berlin. In der Folge arbeitete und studierte er bei Ludwig Gies zunächst an der Unterrichtsanstalt des Kunstgewerbemuseums, dann bis 1935 an den Vereinigten Staatsschulen für Freie und Angewandte Kunst (VSS) in Berlin, zuletzt als Meisterschüler.
Seit 1932 stand er in Kontakt zu Harro Schulze-Boysen, mit dem er an der Zeitschrift gegner arbeitete. So diente das genannte Atelier an den VSS als konspirativer „Briefkasten“, dort fanden sich Menschen aus der Widerstandsarbeit unter dem Deckmantel des „Modellstehens“ ein, so z. B. die Tänzerin und Bildhauerin Oda Schottmüller.
Seine privilegierte Stellung als Meisterschüler (das heißt mit eigenem Atelier, das er mit Fritz Cremer teilte) legte er aus Protest gegen Angriffe der Nationalsozialisten auf seinen Lehrer Ludwig Gies nieder.
Er war Mitglied in der Kommunistischen Partei Deutschlands und arbeitete unter dem Decknamen Tenor für den sowjetischen Nachrichtendienst NKGB.
Im August 1939 verhalf er dem aus dem Strafgefangenenlager Aschendorfermoor entflohenen Rudolf Bergtel zur Flucht in die Schweiz. Im Juni 1941 wurde er zur Wehrmacht eingezogen, wo er unter größter Gefahr 1942 das Flugblatt „Offene Briefe an die Ostfront“ verbreitete.

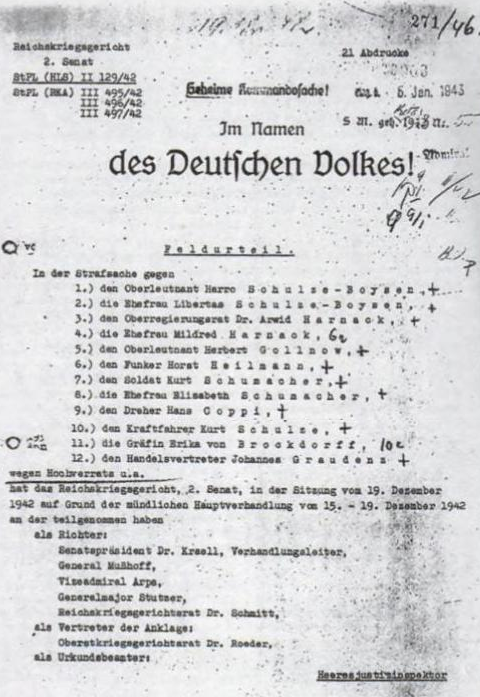
„Feldurteil“ des Reichskriegsgerichts vom 19. Dezember 1942

Bei seiner Verhaftung am 12. September 1942 zerstörte die Gestapo sein Atelier in Berlin-Tempelhof mit zahlreichen seiner Arbeiten. Erhalten sind zwei von ihm entworfene Medaillons an der Schleusenbrücke in Berlin, ein Basaltkopf und der Druckstock für die Graphik „Totentanz“, aufbewahrt im Deutschen Historischen Museum. Ein Gemälde von Carl Baumann hat in einem Atelier der Akademie der Künste, in dem sich sein Widerstandskreis häufig getroffen hatte, Krieg und Terror überstanden: Rote Kapelle Berlin (1941), Tempera auf Nessel, 79 × 99 cm.
Nach der Untersuchungshaft im Gestapo-Gefängnis Berlin-Spandau wurde Kurt Schumacher am 19. Dezember 1942 vom Reichskriegsgericht zum Tode verurteilt und drei Tage später in Plötzensee gehängt. Seine Frau, Elisabeth Schumacher, wurde ebenfalls am gleichen Tag, eine Dreiviertelstunde nach ihm, hingerichtet.

## Ehrungen
- 1932 Prämie des Großen Staatspreises der Akademie der Künste (Berlin) für eine figürliche Plastik.

### Postum
- 6. Oktober 1969 Orden des Vaterländischen Krieges Erster Stufe des Präsidiums des Obersten Sowjets der UdSSR.[4][5]
- Die Kunsthochschule Berlin-Weißensee vergab in der DDR eine Kurt-Schumacher-Gedächtnisplakette an Persönlichkeiten, die „in Erfüllung [seines] Vermächtnisses gewirkt haben.“
- Am 25. September 2015 wurde vor seinem ehemaligen Wohnort, Berlin-Tempelhof, Hansakorso 2, heute Werner-Voß-Damm 42, ein Stolperstein verlegt.